# Proteinkinase G
Die Proteinkinase G (PKG), auch cGMP-abhängige Proteinkinase, gehört zur Familie der Serin/Threonin-Kinasen und kommt überwiegend in der  glatten Muskulatur, in Thrombozyten und dem Kleinhirn (Cerebellum) vor. Sie wird durch cyclisches Guanosinmonophosphat (cGMP) aktiviert.

## Struktur
Die PKG besteht aus zwei Untereinheiten (je 75 kDa) mit je einer katalytischen und einer regulatorischen cGMP-bindenden Domäne. Sie enthält, ähnlich der Proteinkinase C, einen N-terminalen Bereich, die autoinhibitorisch wirksame Pseudosubstrat-Region. Durch die Bindung von cGMP an das sog. cNMP (cyclic nucleotide monophosphate)-Motiv wird die negativ-regulatorische Wirkung der Pseudosubstratregion aufgehoben.

## Funktion
Im Muskel hemmt die cGMP-abhängige Proteinkinase nach Aktivierung durch cGMP die Kontraktion durch Phosphorylierung zweier Substratproteine:
- Myosinphosphatase (Myosin light Chain Phosphatase, MLCP): Sie dephosphoryliert die regulatorische leichte Kette des Myosins und wird durch die PKG-vermittelte Phosphorylierung aktiviert
- Inositoltrisphosphat (IP3)-Rezeptor: Er bildet in der Membran des sarkoplasmatischen Retikulums der glatten Muskelzellen einen eigenständigen Ca2+-Kanal, der bei PKG-vermittelter Phosphorylierung geschlossen wird

Die wichtigste Funktion der cGMP-abhängigen Proteinkinase in der glatten Muskulatur beruht auf ihrer relaxierenden Wirkung, welche auch das therapeutische Prinzip aller NO-freisetzenden Vasodilatatoren wie Nitroprussit oder dem zur Behandlung der akuten koronaren Herzkrankheit eingesetzten Nitroglycerin ist.
Durch eine Phosphorylierung des CFTR-Proteins kann die PKG auch die Chloridsekrektion und den konsekutiven Wassertransport stimulieren.